# Neodamodi
I Neodamodi (in greco antico: νεωδαμώδεις o νεοδαμάδεις?) erano un gruppo sociale presente nella polis di Sparta, la cui esistenza è attestata per la prima volta in Tucidide e poi più frequentemente nelle Elleniche di Senofonte.
Tra i neodamodi più famosi, anche se le fonti spesso non sono concordi nel definirli così, ci furono Lisandro e Gilippo.

## Storia
La testimonianza storica sulla loro esistenza ci indica un periodo compreso tra il 421 a.C. e il 369 a.C.: sostanzialmente erano gli Iloti liberati che, in virtù della loro situazione precedente, pur ottenendo i diritti civili non godevano però di diritti politici.
Erano una delle classi sottoposte alla grande classe degli Spartiati. Potevano essere inquadrati nell'esercito, in truppe secondarie o di riserva: per esempio lo stesso Senofonte riporta che Tibrone, nel 400 a.C., utilizzò un esercito comprendente mille neodamodi.
I Neodamodi furono coinvolti nella congiura di Cinadone.